# Fly Me to the Moon

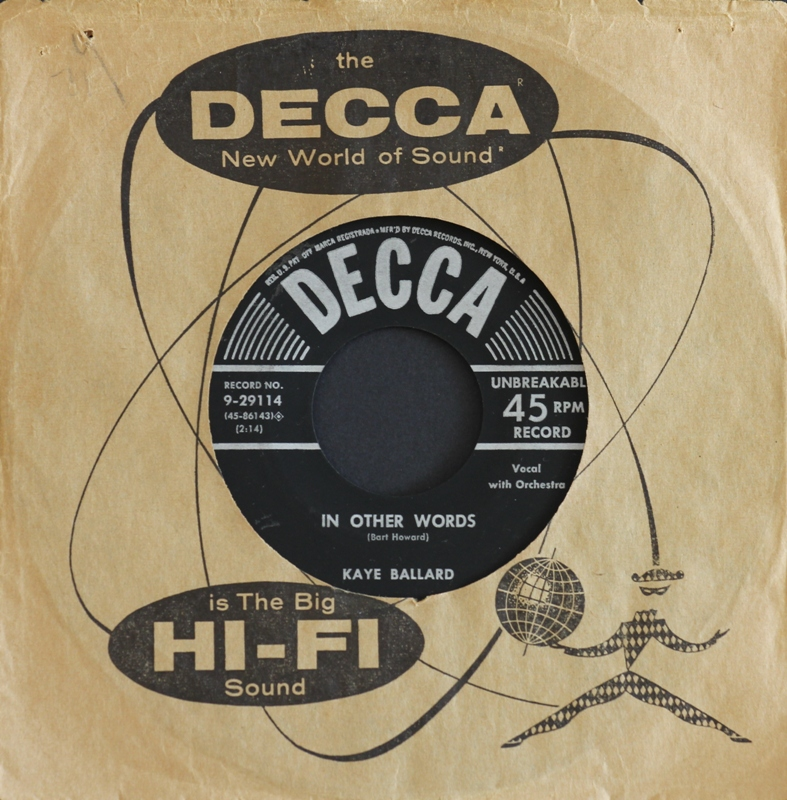
El sencillo "In Other Words" interpretada por Kaye Ballard (1954).

«Fly me to the Moon» (lit. Llévame volando a la Luna) es una canción escrita en 1954 por Bart Howard. Cantada por primera vez por Felicia Sanders en cabarets, fue titulada originalmente "In Other Words" (lit. En otras palabras). La canción se llamó popularmente "Fly me to the Moon" por su primera estrofa, pero transcurrieron algunos años hasta que los editores cambiaron el título oficialmente. Desde entonces se ha convertido en un estándar del jazz frecuentemente grabado y a menudo presente en la cultura popular; la versión de Frank Sinatra de 1964 estuvo estrechamente asociada con las misiones Apolo hacia la Luna. También se ha utilizado más recientemente en la serie animada japonesa Evangelion como la música de cierre al final de cada episodio y también en la serie surcoreana El juego del calamar.
En 1999, el Songwriters Hall of Fame, con sede en los Estados Unidos, reconoció la importancia de "Fly Me to the Moon" al incluirla como una Towering Song, que es un premio otorgado cada año a los creadores de una canción individual que ha influido en nuestra cultura de una manera única durante muchos años.

## Historia
Fue grabada en 1954 por Kaye Ballard en el programa de televisión The Mothers-in-Law. La versión de 1954 de Ballard fue lanzada por Decca Records con número 29114. En 1956 fue registrada por Portia Nelson para su álbum Let Me Love You. El mismo año, Johnny Mathis registró la canción, siendo esta la primera vez que el título "Fly me to the Moon" aparecía en una etiqueta de registro.
Felicia Sanders, la cantante original de la canción, la grabó en 1959.[cita requerida]
En 1962, una versión instrumental fue registrada como "Fly me to the Moon - Bossa Nova" por Joe Harnell, que se convirtió en el más grande éxito de la canción, llegando al número 14 en los Estados Unidos.[cita requerida]

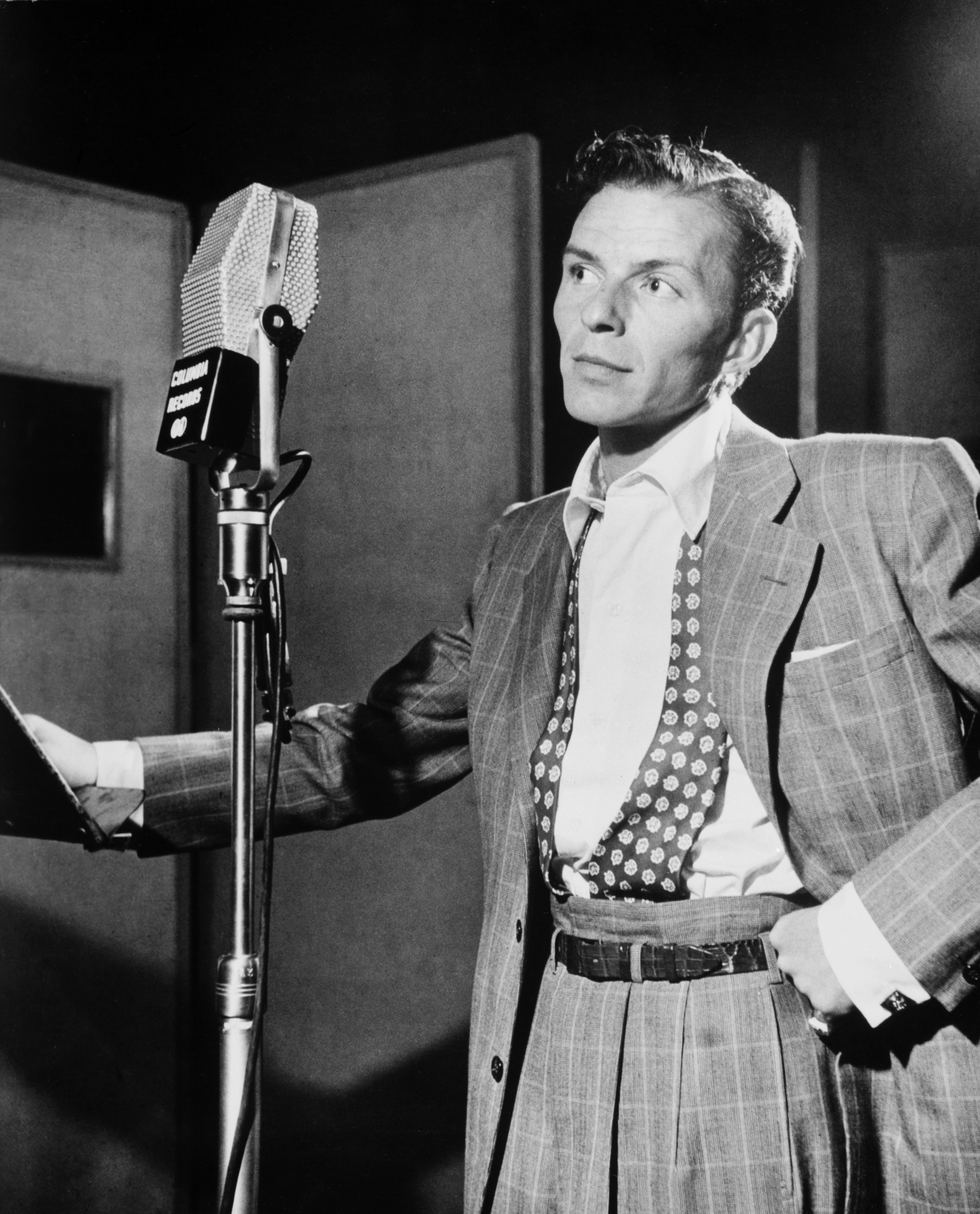
Frank Sinatra, fotografiado en el estudio de grabación en 1947

Frank Sinatra grabó la canción en 1964 en el álbum It Might as Well Be Swing con la Orquesta Count Basie, convirtiéndose en la versión que muchas personas identifican de ésta. La música para este álbum fue arreglada por Quincy Jones, quien había trabajado con Basie un año antes, en el álbum This Time by Basie, que también incluía una versión de "Fly Me to the Moon". Will Friedwald, biógrafo de Sinatra, comentó que para la versión de Basie "Jones aceleró el ritmo y cambió el tiempo de 3/4 a un 4/4", pero "cuando Sinatra decidió abordarlo con la combinación Basie/Jones lo revistieron con un ritmo swing mucho más directo ... [donde] ... todo explotaba en golpes enérgicos".

### Otros lanzamientos
Bart Howard calculó que para cuando Frank Sinatra realizó su versión de la canción en 1964, ya se habían grabado otras más de 100 versiones. Ya en 1995, se había grabado más de 300 veces. Un ejemplo notable es una versión remix de la canción, renombrada como Fly Me To The Moon (∞ Climax Mix), utilizada como tema principal para el videojuego Bayonetta de PlatinumGames para PlayStation 3 y Wii U que fue cantada Helena Noguerra.[cita requerida]. El grupo latino-mediterráneo French Latino ofrece una versión en español "Llévame a la Luna" en el 2010 álbum Suerte.

## Estructura armónica
«Fly Me to the Moon» aparece en el Volumen II del Real Book, desarrollada, generalmente como un swing a tiempo medio.
Los acordes comúnmente aceptados son:
| A | Am7 | Dm7 | G7   | C7M C7   |
| A | F7M | Bø  | E7♭9 | Am7 A7♭9 |
| A | Dm7 | G7  | C7M  | Am7      |
| A | Dm7 | G7  | C7M  | Bø E7    |
| B | Am7 | Dm7 | G7   | C7M C7   |
| B | F7M | Bø  | E7♭9 | Am7 A7♭9 |
| B | Dm7 | G7  | Em7  | A7       |
| B | Dm7 | G7  | C7M  | (Bø E7 ) |

## Asociación con la NASA
La grabación de Frank Sinatra en 1964 de "Fly Me to the Moon" se asoció estrechamente con el programa espacial Apollo de la NASA. Una copia de la canción se reprodujo durante la misión Apolo 10 que orbitaba la Luna. Se convirtió en la primera música transmitida en la Luna cuando el astronauta Buzz Aldrin de la misión Apolo 11 la reprodujo en un casete portátil después de pisar la Luna. La asociación de la canción con Apolo 11 se repitió muchos años después cuando Diana Krall la cantó en la ceremonia de conmemoración del 40.º aniversario de la misión. También cantó una "versión lenta y solemne" en 2012 en el servicio conmemorativo nacional para el comandante de la misión Apolo 11, Neil Armstrong.